# Drosophila hyperpolychaeta
Drosophila hyperpolychaeta är en tvåvingeart som beskrevs av Toyohi Okada 1988. 
Drosophila hyperpolychaeta ingår i släktet Drosophila och familjen daggflugor. Artens utbredningsområde är Sri Lanka.